# Acraea igati
Acraea igati är en fjärilsart som beskrevs av Jean Baptiste Boisduval 1833. Acraea igati ingår i släktet Acraea och familjen praktfjärilar. Inga underarter finns listade i Catalogue of Life.